# Orthodontiaceae
Orthodontiaceae er en familie af mosser med fire slægter, hvoraf en findes i Danmark.
| Danske slægter |

- Orthodontium